# Давид Бар-Рав-Хай
Давід Бар-Рав-Хай (Боробой) ( 10 липня 1894 — 14 липня 1977) був оператором Мапай і Хапоель Хатзайр і МК від імені Мапая.

## Біографія
Бар-Рав-Гай, син Лії та Якова, народився в Ніжині Чернігівської губернії Російської імперії, що належав до смуги осілості (нині Україна). Він брат радянського історика та економіста Саула Боробоя та лінгвіста та перекладача Лева Боробоя. У 1919 році він одружився з Шуламіт, дочкою Меїра і Діни та сестрою Наума Гета, яка вивчала педіатрію, а потім була головою Міжнародної жіночої сіоністської організації. У 1924 році іммігрував до Палестини. Навчався на обов'язковому факультеті права. і отримав кваліфікацію юриста. З 1944 року був членом Національного комітету та брав участь у 14-му, 19-му, 20-му та 21-му сіоністських конгресах. Бар-Рав-Хай був депутатом Кнесету від першого по п'ятий кнесети. У той же час і після завершення роботи в Кнесеті він володів активною юридичною фірмою в Хайфі, яка протягом багатьох років представляла Техніон.
Помер 14 липня 1977 року і був похований на кладовищі Хоф Хакармель в Хайфі.
Його іменем названа вулиця в Хайфі.

## Для подальшого читання
- «Бар-Рав-Хай (Боробой), Давид», в: Девід Келай, Книга особистостей: Лексикон Палестини, Тель-Авів: Масада – Загальна енциклопедія, 1967, стор. 118. (הספר בקטלוג ULI)

## Зовнішні посилання
- דוד בר-רב-האי, באתר הכנסת
- דוד בר-רב-האי, באתר כנסת פתוחה
- דוד תדהר (עורך), "דוד בר-רב-האי (בורובוי)", באנציקלופדיה לחלוצי הישוב ובוניו, כרך ב (1947), עמ' 981
- אמציה פלד, רחוב דוד בר-רב-האי, בתוך "מדריך רחובות חיפה", באתר האינטרנט של עיריית חיפה